# Meeuwen (Belgique)
Pour les articles homonymes, voir Meeuwen.
Meeuwen est une section de la commune belge de Oudsbergen située en Région flamande dans la province de Limbourg. C'était une commune à part entière avant la fusion des communes de 1977 qui avait déjà fusionnée avec Ellikom et Wijshagen en 1971. Entre 1977 et 2018, elle faisait partie de Meeuwen-Gruitrode
Le village est situé à 21 kilomètres à l'ouest de Maaseik.

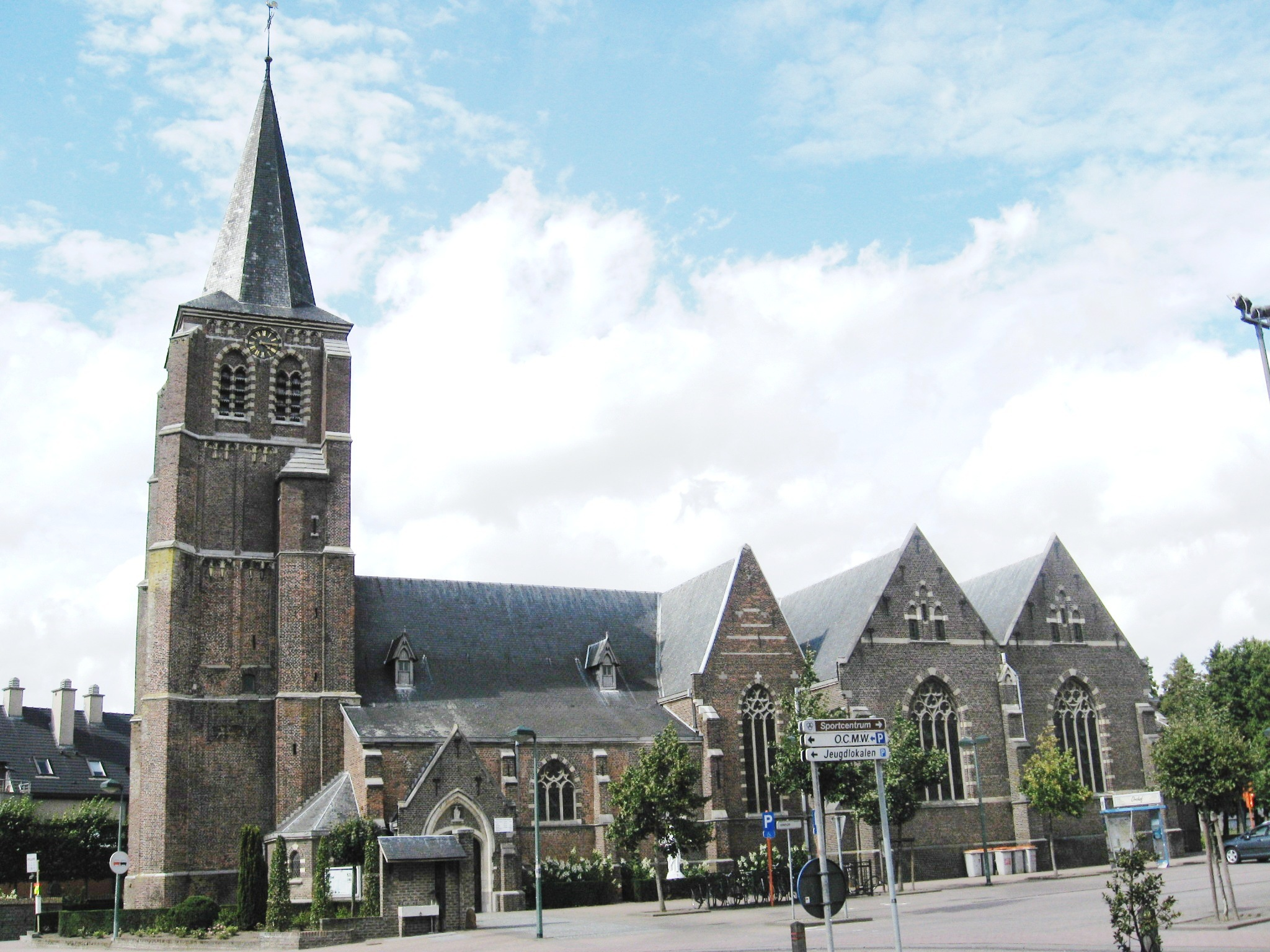
Église Saint-Martin

## Évolution démographique
Sources: INS, www.limburg.be et Commune de Meeuwen-Gruitrode